# Vidar Davidsen
Vidar Davidsen (Oslo, 4 gennaio 1958) è un allenatore di calcio ed ex calciatore norvegese, di ruolo centrocampista.

## Carriera

### Club
Davidsen iniziò la carriera con la maglia del Bærum, prima di trasferirsi per un breve periodo al Frigg. Nel 1980, fu acquistato dal Vålerenga e ne divenne rapidamente un titolare. Alla prima stagione, assieme ai compagni vinse la Norgesmesterskapet; nelle sei stagioni seguenti, vinse la medaglia di campione nazionale nel 1981, 1983 e 1984. Rimase in squadra fino al termine del campionato 1986, quando passò ai rivali del Lillestrøm, con cui giocò dodici partite prima di ritirarsi.

### Nazionale
Davidsen giocò quarantasei partite con la maglia della Norvegia, debuttando il 9 agosto 1979 nella sfida contro la Finlandia: la partita si concluse con una vittoria per uno a zero, grazie proprio ad una sua rete decisiva. Entrò in campo al posto di Arne Erlandsen.

### Allenatore
Iniziò ad allenare al Bærum, squadra in cui iniziò la sua carriera professionistica. Dopo aver guidato anche lo Strømmen, tornò al Vålerenga, con cui nel 1997 centrò l'accoppiata Adeccoligaen-Coppa di Norvegia. Per la stagione seguente, rimase sempre ad Oslo, ma passò ai rivali del Lyn Oslo. Dal 2003 al 2004 fu il responsabile tecnico dello Strømsgodset.

## Palmarès

### Giocatore

#### Club

##### Competizioni nazionali
- Campionato norvegese: 3

Vålerenga: 1981, 1983, 1984
- Coppa di Norvegia: 1

Vålerenga: 1980

### Allenatore

#### Club

##### Competizioni nazionali
- Coppa di Norvegia: 1

Vålerenga: 1997